# Матрос, Юрий Шаевич
Юрий Шаевич Матрос (англ. Yurii Sh. Matros, 16 сентября 1937, Одесса, СССР — 21 июля 2020, Бока Ратон, Флорида, США) — учёный в области химической технологии, чьи достижения в теории и практике гетерогенных каталитических процессов, осуществляемых в искусственно создаваемых нестационарных условиях, широко используются в науке и химической индустрии. Разработанный им «реверс процесс» — каталитический реактор с неподвижным слоем катализатора, работающий при переменном изменении направления подачи реакционной смеси, вошёл в литературу под именем автора: «Матрос реактор» и стал широко известен в научной и прикладной литературе как пример использования разработанной теории искусственно создаваемых нестационарных процессов на практике. Доктор технических наук,  
профессор.

## Творческая карьера
Родился в Одессе (Украина) в 1937 году, учился в Одесском политехническом институте (ныне Одесский национальный политехнический университет), который окончил в 1959 году, получив красный диплом. После четырёх лет учёбы в заочной аспирантуре и работы на Новосибирском химическом заводе он защитил кандидатскую диссертацию в 1964 году. Его научная карьера продолжилась в руководимом академиком Г. К. Боресковым Институте катализа всемирно известном научном центре — Новосибирском Академгородке. (С 1995 года директор института Валенти́н Никола́евич Пармо́н.) Здесь Матрос защитил докторскую диссертацию и получил звание профессора. В таком статусе он стал заведующим отделом нестационарных процессов в катализе. Его тридцатилетняя карьера в области теории и практики каталитических процессов была направлена на глубокое, всестороннее исследование реакторов с неподвижным и псевдоожиженным слоями твёрдого катализатора. В 60х—70х гг. он изучал различные уровни математических моделей каталитических реакторов, начиная с процессов на поверхности катализатора, на одиночных зёрнах катализатора и реактора в целом. Эти исследования моделей сопровождались тщательными экспериментальными работами. Ю. Матросу принадлежат пионерские работы по определению множественности и устойчивости стационарных режимов, а также определению динамических характеристик в неподвижных слоях катализатора, включая исследование феномена динамического температурного заброса (wrong way behavior). Он внёс значительный вклад в теорию формирования и движения теплового фронта в неподвижных слоях катализатора.
Однако главные научные результаты были получены Юрием Матросом в 70е—90е годы: это теория и практика осуществления гетерогенных каталитических процессов в искусственно создаваемых нестационарных условиях (ИСНУ) как средство значительного повышения эффективности каталитического процесса в целом. Причина высокой эффективности ИСНУ состояла в том, что в нестационарных условиях удалось создать такие поля концентраций реакционной смеси, температур и состояний катализатора в реакторе, которые абсолютно недостижимы в стационарных условиях. В ИСНУ сравнительно легко удаётся обойти термодинамические ограничения, связанные с равновесием, на скорости химических превращений. Для продвижения и признания этой новаторской идеи пришлось преодолеть немало сопротивлений скептиков, которые готовы были упрекать автора в том, что он претендует на создание «вечного двигателя». Но истина восторжествовала, и сегодня трудно найти научный коллектив в этой области, которыми бы, среди прочих направлений, не занимался ИСНУ. Одним из наиболее часто цитируемых примеров высокой эффективности ИСНУ является реверс-процесс, при котором направление подачи реакционной смеси в реактор с неподвижным слоем катализатора периодически изменяется на противоположное (реверсируется). Этот реактор и утвердился в литературе под названием «Матрос реактор». Академик Марчук Г. И., президент Сибирского Отделения Академии Наук СССР (1974—1980), назвал идею реверс-процесса наиболее значимой в химической технологии за последние пятьдесят лет.
Матрос относится к числу немногих учёных Академии Наук, которым удалось свои фундаментальные научные результаты довести до их практического применения в промышленности. Среди них наиболее успешными оказались обезвреживание отходящих газов промышленных производств от вредных органических соединений, окисление SO2 в SO3 в производстве серной кислоты и восстановление окислов азота в безвредный азот и др. При прямом включении автора в команды инженеров, которые под его руководством и при его непосредственном участии занимались научными разработками, проектированием, сооружением, было запущено в эксплуатацию около сотни промышленных установок. В настоящее время на очереди для промышленного внедрения — процессы парциального окисления различных органических веществ, очистка выхлопных газов после двигателей и другие процессы.

## Научные достижения
Научные и практические достижения Ю. Ш. Матроса явились фундаментом созданной им научной школы, которая привлекала к сотрудничеству научно-устремлённую молодёжь (аспирантов-соискателей для подготовки и защиты диссертаций) и известных учёных из разных частей СССР и разных стран: Болгарии, Венгрии, Индии, Бельгии, Франции, Польши, Германии, Китая, Италии и др. стран.
Книги Ю. Матроса обретали широкую известность, что вызвало заинтересованность издательств в их переводе на английский и китайский языки. Они стали настольными учебными пособиями на кафедрах химической технологии во многих университетах мира. О признании трудов Ю. Матроса в мире свидетельствует широкий интерес научной общественности к ставшей традиционной международной конференции по нестационарным процессам, проводимой с 1990 года, где он является неизменным руководителем. Эти конференции проводились регулярно примерно раз в четыре года в России (два раза), Канаде, США и Японии.
Как учёный с мировым именем Ю. Матрос в 1992 году получил Green Card (приглашение (право) на трудоустройство в США) по рекомендации более двадцати учёных — признанных авторитетов в области химической инженерии Америки и Европы. Среди них: Джеймс Вэй (James Wey, Dean, Pomeroy and Betty Perry Smith Professor, School of Engineering and Applied Science, Princeton, NJ, USA); Ларри Шмидт (Larry D. Schmidt, Professor, University of Minnesota, Minneapolis, MN, USA); Хармон Рэй (W. Harmon Ray, Steenbock Professor of Engineering, University of Wisconsin, Madison, WI, USA); Дэн Лусс (Dan Luss, Cullen Professor and Chairman, University of Houston, TX, USA); Жильбер Фрома (Gilbert F. Froment, Directeur: Professor, Dr. Ir., Universiteit Gent, Belgiё); Герхард Айгенбергер (Gerhart Eigenberger, Professor. Dr. Ing., Universitat Stuttgart, Head of Institut f. Chemische Verfahrenstechnik, Germany); Др. Блюменберг (Dr. Blumenberg, BASF, Vice President, Process Chemistry, Ludwigshafen, Germany); Ван Дирендорк (Professor, Dr. Ir. von Dierendock, Senior Research Fellow, prof. of RUG, DSM); Ян Леру (Dr. Jan J. Lerou, Du Pont, Wilmington, Delaware, Director of Research) и другие, большинство из которых делились своим непосредственным опытом научного сотрудничества с Ю. Матросом, как «одним из наиболее признанных в международном сообществе учёных и специалистов».
В 1993 году Юрий Матрос организовал научно-консалтинговую фирму "Matros Technologies, Inc. (MT), которая в настоящее время признана мировым лидером в разработке различных передовых каталитических процессов. Одним из основных научных и, в особенности, прикладных направлений в деятельности фирмы остаётся разработка новых и усовершенствование существующих технологий на основе концепции реверс-процесса. В дополнение к этому МТ снабжает различные кампании высококачественными катализаторами для широкого спектра химических процессов и в особенности процессов по защите окружающей среды от вредных выбросов после различных промышленных производств. При этом катализаторы изготавливаются по прямым заказам для МТ, когда компания чаще всего непосредственно вовлекалась в разработку, проектирование, и пусковые работы.
За свои достижения МТ была удостоена ряда наград:
Environmental Protection Agency 2007 Clean Air Excellence Award: Использование катализаторов в реверс-процессе для уменьшения выбросов различных органических веществ в производстве полупроводников;
Texas Environmental Excellence Award (2008) for Innovative Clean-Air Partnership with Texas Instruments to Reduce Air Emissions.
Научная и практическая активность Ю. Матроса отражена более чем в 40 патентах, авторстве и соавторстве более 300 публикаций, семи сборниках научных трудов, трудов его конференций, где он является ответственным редактором.

## Биография
«К 80-летию Юрия Шаевича Матроса» Институт катализа им. Г. К. Борескова СО РАН. 16 Сентября 2017. http://catalysis.ru/news/detail.php?ID=32212
Брат Дмитрия Шаевича Матроса.
«Честный Бой. Жизнь и судьба Юрия Матроса. Документальный фильм. ПЕРВАЯ СЕРИЯ.» January 25, 2022. https://www.youtube.com/watch?v=Mlr7SAnSOH4
«Честный Бой. Жизнь и судьба Юрия Матроса. Документальный фильм. Вторая серия.» January 25, 2022. https://www.youtube.com/watch?v=IjmZw-Jtc4Q

## Основные труды
Список изданных книг Ю. Матроса:
- Ю. Ш. Матрос, Нестационарные Процессы в Каталитических Реакторах, Наука, Новосибирск, 1982 (in Russian and Chinese (1984) languages);
- Ю. Ш. Матрос, Каталитические Процессы в Нестационарных Условиях. Наука, Новосибирск, 1987 (in Russian);
- Yu. Sh. Matros, Unsteady Processes in Catalytic Reactors, Elsevier, Amsterdam-Oxford- New York-Tokyo, 1985;
- Yu. Sh. Matros, Catalytic Processes under Unsteady State Conditions, Elsevier, Amsterdam-Oxford- New York-Tokyo, 1989;
- Ю. Ш. Матрос, А. С. Носков, В. А. Чумаченко, Каталитическое Обезвреживание Отходящих Газов Промышленных Производств. Новосибирск, Наука, 1991, (in Russian).

Перечень книг, в которых Ю. Матрос является ответственным редактором:
- Unsteady State Processes in Catalysis, Proceedings of International Conference, 5-8 June, 1990, Utrecht: VSP.,- The Netherlands, Tokyo, Japan.
- Экология и Катализ. Новосибирск, «Наука», 1990.
- Математическое Моделирование Каталитических Реакторов. Новосибирск, «Наука», 1989.
- Распространение Тепловых Волн в Гетерогенных средах. Новосибирск. «Наука», 1988.
- Proceedings of the Third International Conference on Unsteady State Processes in Catalysis. St. Petersburg, Russia, #28 June-July 1998. Chemical Engineering Science. Pergamon, Vol. 54, # 20, 1999.

## Видео
- Юрий Матрос: Честный Бой. Жизнь и судьба Юрия Матроса. Документальный фильм. Первая Серия.
- Юрий Матрос: Честный Бой. Жизнь и судьба Юрия Матроса. Документальный фильм. Вторая Серия.
- Фильм «Русский процесс» (РЕВЕРС-процесс)
- 80-летию со Дня рождения Ю. Ш. Матроса (1)
- 80-летию со Дня рождения Ю. Ш. Матроса (2)
- 80-летию со Дня рождения Ю. Ш. Матроса (3)
- 80-летию со Дня рождения Ю. Ш. Матроса (4)
- Третья Международная конференция по нестационарным процессам, Санкт-Петербург, 1998 год. 1 часть.
- Третья Международная конференция по нестационарным процессам, Санкт-Петербург, 1998 год. 2 часть.
- Русский процесс (РЕВЕРС - процесс). Документальный фильм. 1990 год.

## Некролог
- Юрий Шаевич Матрос